# Albert Koski
Vous pouvez aider à l'améliorer ou bien discuter des problèmes sur sa page de discussion.
- Son contenu est rédigé entièrement ou presque à partir d'une seule source. N'hésitez pas à modifier cet article pour améliorer sa vérifiabilité en apportant de nouvelles références dans des notes de bas de page. (Marqué depuis mai 2024)

- Archive Wikiwix
- Bing
- Cairn
- DuckDuckGo
- E. Universalis
- Gallica
- Google
- G. Books
- G. News
- G. Scholar
- Persée
- Qwant
- (zh) Baidu
- (ru) Yandex
- (wd) trouver des œuvres sur Wikidata

Albert Koski est une figure emblématique du monde de la production de concerts de rock en France, notamment entre 1972 et 1987. Il a fondé et dirigé la société KCP, devenant ainsi un acteur majeur dans l'organisation des tournées des plus grands noms de la musique rock, tels que Led Zeppelin, les Rolling Stones, les Who, Bruce Springsteen, Pink Floyd, Lou Reed et Bob Dylan à une époque où le pays manquait d'infrastructures pour accueillir de tels événements.

## Biographie
Albert Koski affirme être né sur le quai de gare de Bialystok, en Pologne, dans un train en partance pour les camps de concentration.
Après avoir émigré en France dans les années 1950, Albert Koski a progressivement évolué dans le monde du spectacle et du divertissement, d'abord en travaillant avec des photographes renommés à New York, puis en devenant producteur de concerts en Europe. Son rôle de producteur impliquait de trouver des salles adaptées pour accueillir les performances de ses artistes. Il a notamment contribué à l'essor du Pavillon de Paris à la Villette, qui est devenu une destination incontournable pour les concerts de rock à Paris.
Cependant, la carrière d'Albert Koski a connu des hauts et des bas, marquée par des succès fulgurants et des revers tragiques. En 1987, sa société KCP a été contrainte de mettre fin à ses activités à la suite de problèmes fiscaux et de conflits avec d'autres acteurs de l'industrie du divertissement. Albert Koski a rebondi notamment en se lançant dans la production de films et en explorant son talent artistique à travers la peinture et la sérigraphie.
En 2012, il a épousé Danièle Thompson.